# 姜瑜

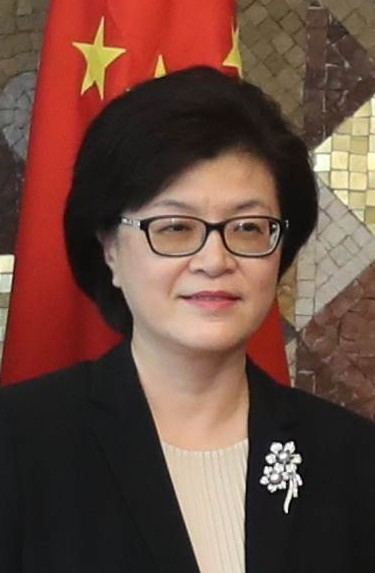
姜 瑜

姜 瑜（きょう ゆ）は、中華人民共和国北京出身の外交官、報道官。

## 概要
外交官、外交部報道官（发言人）。女性としては4代目になる報道官を務めたため、スポークスマンとして内外ともによく知られる。英語が堪能で外交部で20年以上のキャリアを積んでいる。ニューヨークの国連本部や、香港の新華社を含め、多くのポストを歴任している。

## 経歴
- 1964年:北京生まれ。
- 1987年: 北京の外交学院卒業。
- 1987年: 外交部入部。
- 1987年-1991年: 北京外交人員服務局科員（Staff Member of Beijing Personnel Service Corporation for Diplomatic Missions）
- 1991年-1992年: 外交部新聞司科員、随行員（Staff Member, Attaché, Information Department, 外交部）
- 1992年-1995年: ニューヨーク国際連合代表団随行員（Attaché, Third Secretary, Chinese Permanent Mission to the UN, ニューヨーク）
- 1995年-2002年: 外交部新聞司三秘、副処長、処長（Third Secretary, Deputy Director and Director, Information Department, 外交部）
- 2002年-2005年: 香港特派員公署参事官（Counselor, Office of the Commissioner of 外交部 in 香港）
- 2005年-2006年: 北京外交部新聞司参事官（Counsellor, Information Department, 外交部）
- 2006年6月13日から新聞司副司長参事官、兼報道官（報道局副局長に就任し、定例記者会見の主催を行う。最初の記者会見の質問は、チベット問題と法輪功だった）。
- 2012年4月: 外交部駐香港特派員公署副特派員
- 2015年:　駐アルバニア共和国特命全権大使
- 2019年: 駐ルーマニア特命全権大使

## 人物
外交部入部後、外交部に勤務する男性と職場結婚し、子どもを儲けるが離婚。2010年の尖閣諸島沖漁船衝突事故では、逮捕勾留された船長の無条件釈放の要求を言明する記者会見を主催し、その様子がしきりに日本のメディアによって流された。日本に対して極めて強硬な言動をとっているが、私生活ではユニクロで買い物をするところを中国メディアに目撃されており、ユニクロに関して「子供服はよい」と評している。
2009年にスペインの雑誌が世界54カ国を対象にした「世界で最も美しい女性政治家ランキング」で第37位にランクインした。